# Estación Coronel
Coronel es la estación terminal de la Línea 2 del Biotrén, en el subramal Concepción-Curanilahue, región del Bío-Bío, Chile. Se ubica en la comuna de  Coronel, en el centro de la ciudad.

## Historia
Es una estación ubicada en la comuna chilena homónima y formó parte del Ferrocarril Particular a Curanilahue, que pasó a manos de la Empresa de los Ferrocarriles del Estado en la década de 1950. Formó parte del subramal Concepción-Curanilahue. Luego de quedar por un largo período con uno de sus dos pisos fue demolida, siendo su patio ocupado para las maniobras de ingreso al Terminal Portuario de Coronel.
Actualmente Coronel es la estación terminal de la Línea 2 del Biotrén y el patio de maniobras fue trasladado hacia el sur del puerto de Coronel.
El día domingo 7 de octubre de 2018, un tren de carga de la empresa Fepasa golpeó con parte de su carga la infraestructura de la estación; no hubo lesionados y el servicio no se vio afectado.

## Servicios actuales

### Carga
Es utilizado por Ferrocarril del Pacífico S.A. y por Transap para las maniobras, armado de desarmado de convoyes, entrada y salida de trenes cargueros del Terminal Portuario de Coronel. 

### Biotrén
Desde el 29 de febrero de 2016 es la estación terminal e intermodal para el servicio Biotrén con la Línea 2 del Biotrén.

## Tiempos de recorrido
De Estación Intermodal Coronel a:
- Estación Intermodal Concepción: 42 minutos
- Estación Intermodal El Arenal: 73 Minutos (incluyendo combinación L2|L1)
- Estación Intermodal Chiguayante: 61 Minutos (incluyendo combinación L2|L1)
- Estación Terminal Hualqui: 78 Minutos (incluyendo combinación L2|L1)
- Estación Terminal Mercado: 77 Minutos (incluyendo combinación L2|L1)
- Estación Lomas Coloradas: 22 Minutos